# 佐藤優香
佐藤 優香（さとう ゆか、1992年1月18日 - ）は、日本の元トライアスロン選手。
千葉県佐倉市出身。日本橋女学館高等学校卒。
トーシンパートナーズ・NTT東日本・NTT西日本・チームケンズ所属。2010年のシンガポールユースオリンピック金メダリスト。記念すべきユースオリンピック金メダリスト第1号である。
2024年11月16日、現役引退を表明。翌日の日本選手権がラストレースとなった。

## 戦績
2007年
- 7月1日 - ITUトライアスロンアジアカップ 七ヶ浜大会 16位
- 8月5日 - 第9回日本ジュニアトライアスロン選手権 優勝
- 9月15日 - 第9回全国高校生トライアスロン大会 3位
- 10月21日 - 第13回日本トライアスロン選手権 10位

2008年
- 5月25日 - ITUトライアスロンアジアカップ 天草大会 2位
- 6月5日 - ITUトライアスロン世界選手権 バンクーバー大会 ジュニア部門 11位
- 10月26日 - 第14回日本トライアスロン選手権 5位

2009年
- 1月16日 - ユースオリンピックフェスティバル (シドニー) 3位
- 8月2日 - 第11回日本ジュニアトライアスロン選手権 優勝
- 8月22日 - ITUトライアスロン世界選手権 横浜大会 ユース部門 優勝
- 8月28日 - ユースオリンピック アジア地区予選 (仁川) 優勝
- 8月29日 - ASTC トライアスロンアジア選手権 仁川大会 ジュニア部門 優勝
- 9月13日 - ITUトライアスロン世界選手権ファイナル ゴールドコースト大会 ジュニア部門 10位
- 10月18日 - 第15回日本トライアスロン選手権 8位

2010年
- 3月27日 - ITUトライアスロンワールドカップ ムールーラバ大会 33位
- 4月11日 - ITUトライアスロン世界選手権 シドニー大会 38位
- 4月25日 - ITUトライアスロンワールドカップ 石垣島大会 8位
- 5月1日 - ASTC トライアスロンアジア選手権 スービックベイ大会 ジュニア部門 優勝
- 5月8日 - ITUトライアスロン世界選手権 ソウル大会 38位
- 5月30日 - ITUトライアスロンアジアカップ 天草大会 優勝
- 6月5日 - ITUトライアスロン世界選手権 マドリード大会 47位
- 7月4日 - ITUトライアスロンアジアカップ 仙台ベイ七ヶ浜大会 優勝
- 7月18日 - ITUトライアスロン世界選手権 ハンブルク大会 45位
- 7月24日 - ITUトライアスロン世界選手権 ロンドン大会 41位
- 8月15日 - シンガポールユースオリンピック 優勝
- 9月12日 - ITUトライアスロン世界選手権ファイナル ブダペスト大会 ジュニア部門 5位
- 10月17日 - 第16回日本トライアスロン選手権 4位

2011年

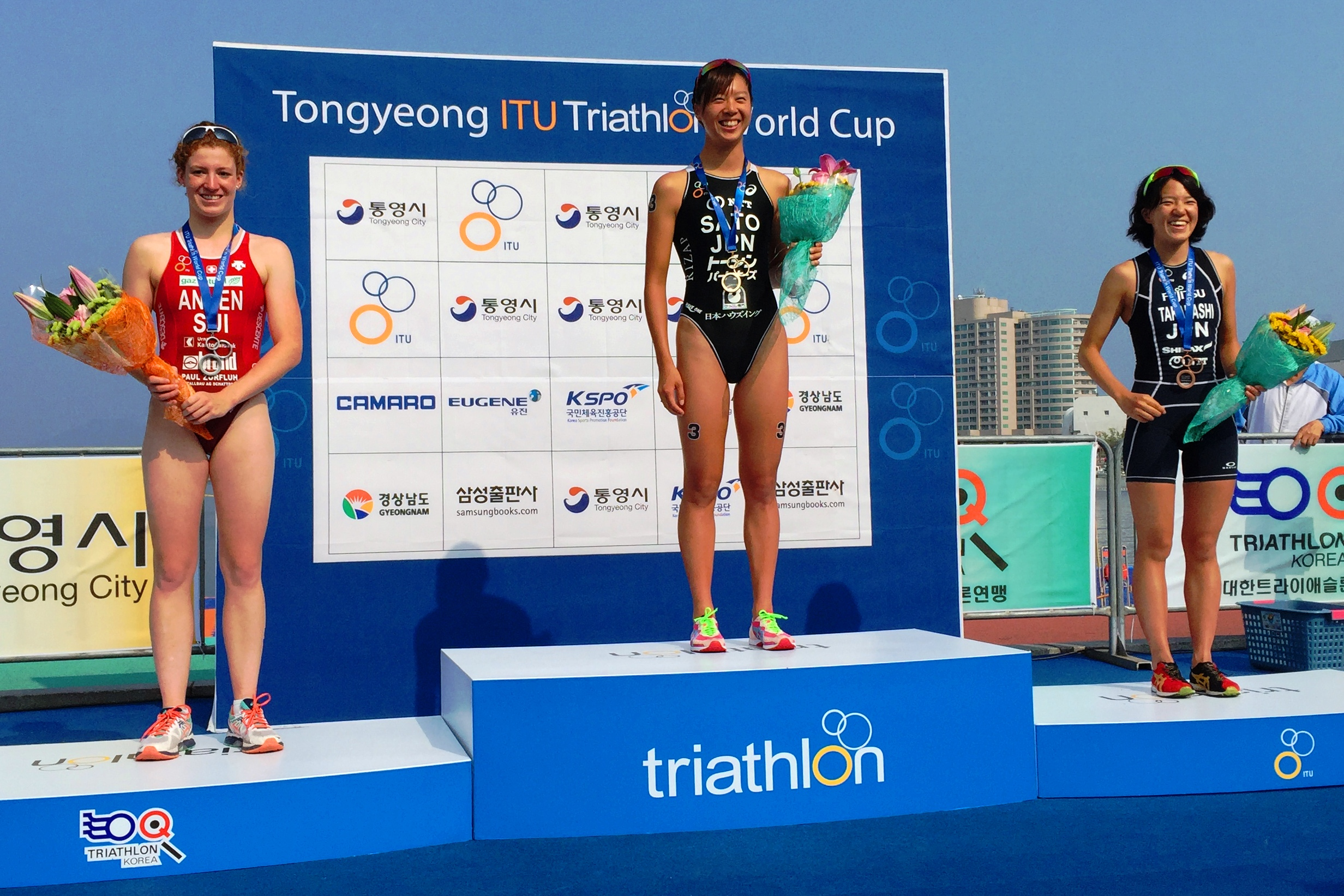
2015ワールドカップ統営大会表彰式

- 10月16日 - 第17回日本トライアスロン選手権 4位

2014年
- 9月26日 - 仁川アジア大会混合リレー 優勝
- 10月26日 - 第20回日本トライアスロン選手権 優勝

2015年
- 9月18日 - ITU世界トライアスロンシリーズグランドファイナル 31位
- 10月11日 - 第21回日本トライアスロン選手権 準優勝
- 10月24日 - ITUトライアスロンワールドカップ 統営大会 優勝[2]。

2016年
- 8月20日 - リオデジャネイロオリンピック 15位（日本人最高位）

## 表彰
- 2010年9月17日 - 東京スポーツ奨励賞[3]

## メディア出演
- 2010年10月25日 - 報道ステーション（テレビ朝日）
- 2010年11月17日 - すぽると! 『女性アスリート大特集! 水曜レディースデー「Shiningなでしこ」』（フジテレビ）
- Sports Graphic Number 2013年5月23日号（文藝春秋社）
- 2015年10月24日 - アスリートの魂『折れない心 トライアスロン・佐藤優香』（NHK BS1[4]）